# Барон Мойн

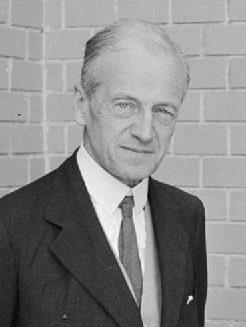
Уолтер Эдвард Гиннесс, 1-й барон Мойн (1880—1944)

Барон Мойн из Бери-Сент-Эдмундса в графстве Суффолк — наследственный титул в системе Пэрства Соединённого королевства. Он был создан 21 января 1932 года для консервативного политика достопочтенного Уолтера Гиннесса (1880—1944). Член известной пивоваренной семьи Гиннесс, он был третьим сыном Эдварда Сесила Гиннесса, 1-го графа Айви (1847—1927), третьего сына сэра Бенджамина Гиннесса, 1-го барона из Эшфорда (1798—1868). Уолтер Эдвард Гиннесс заседал в Палате общин Великобритании от Бери-Сент-Эдмундса (1907—1931), занимал должности финансового секретаря казначейства (1923—1924, 1924—1925), министра сельского хозяйства и рыболовства (1925—1929), министра по делам колоний (1941—1942), лидера Палаты лордов и лидера Консервативной партии в Палате лордов (1941—1942). Его сын, Брайан Уолтер Гиннесс, 2-й барон Мойн (1905—1992), был поэтом и романистом, и в 1929—1932 годах первым мужем Дианы Митфорд (1910—2003), одной из знаменитых сестер Митфорд.
По состоянию на 2025 год носителем титула являлся их старший сын, Джонатан Брайан Гиннесс, 3-й барон Мойн (род. 1930), который стал преемником своего отца в 1992 году.

## Бароны Мойн (1932)
- 1932—1944: Уолтер Эдвард Гиннесс, 1-й барон Мойн (29 марта 1880 — 6 ноября 1944), третий сын Эдварда Сесила Гиннесса, 1-го графа Айви (1847—1927)[1];
- 1944—1992: Брайан Гиннесс, 2-й барон Мойн[англ.] (27 октября 1905 — 6 июля 1992), старший сын предыдущего[2];
- 1992 — настоящее время: Джонатан Брайан Гиннесс, 3-й барон Мойн[англ.] (род. 16 марта 1930), старший сын предыдущего от первого брака[3];
  - Наследник титула: достопочтенный Валентин Гай Брайан Гиннесс (род. 9 марта 1959), второй (младший) сын предыдущего от первого брака[4];
    - Наследник наследника: достопочтенный Себастьян Уолтер Дэнис Гиннесс (род. 15 февраля 1964), единственный сын 3-го барона Мойна от второго брака, сводный брат предыдущего[5].